# Vigilância em massa
Vigilância em massa é a vigilância generalizada de toda ou de parte substancial da população. Geralmente feita por governos, podendo também ser feita por empresas a pedido de governos ou por iniciativa própria, podendo ou não exigir a autorização de um tribunal ou outro órgão independente. Pode ser feita abertamente ou de maneira subrepticia.

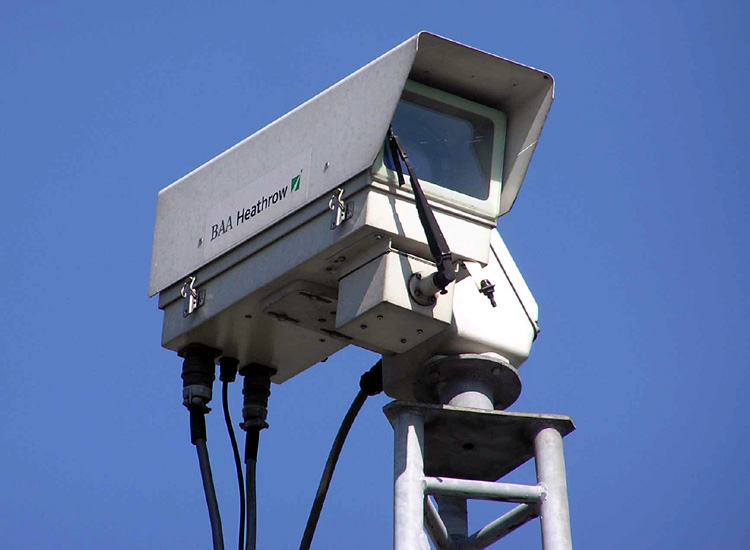
Câmera de Vigilância no Aeroporto de Heathrow, em Londres, Reino Unido.

Geralmente, os governos justificam a vigilância em massa sob alegações de ameaças eminentes à segurança da população como para combater terrorismo, ou para combater pornografia infantil ou crime ou por segurança nacional. Porém, existem casos como as revelações de espionagem feita pela Agência Nacional de Segurança dos Estados Unidos que teve como alvo a  empresa brasileira Petrobras, levantando um caráter de interesse econômico na espionagem.
A vigilância em massa atinge profundamente o direito à privacidade  ferindo as liberdades civis, sendo usada também para limitar direitos políticos, liberdades individuais, limitando liberdade religiosa, de associação e reunião e principalmente a liberdade de expressão. A vigilância em massa opõe-se à vigilância Dirigida.

## Revelações da Vigilância Global (2013–presente)
As revelações feitas por Edward Snowden em junho de 2013 e publicadas por Glenn Greenwald através dos jornais The Guardian e The Washington Post, dando detalhes da vigilância de comunicações e tráfego de informações executada pelo programa de vigilância PRISM dos Estados Unidos em conjunto com os países signatários do Tratado de Segurança UK-USA, trouxeram a tona o sistema de vigilância global que vem sendo executado pelos Estados Unidos através da NSA e com a participação do CSEC do Canadá além dos  dos serviços de inteligência da Austrália, da Nova Zelândia e do GCHQ do Reino Unido.
“A vigilância em massa é uma realidade. Pratica-se a espionagem industrial, e os serviços de Inteligência trabalham fora de controle dos representantes da sociedade e da Justiça”, declarou Snowden à revista “Der Spiegel”.

## Vigilância em Massa Comercial
Na era da informação, os dados e informações de pessoas comuns passaram a possuir um grande valor comercial para empresas e governos. Atualmente, a indústria de vigilância em massa já é uma setor comercial multibilionário. De acordo com dados lançados pela The Wall Street Journal, o mercado de varejo para ferramentas de vigilância em massa cresceu de aproximadamente zero no ano de 2001 para 5 bilhões de dólares no ano de 2011.  A Vigilância em massa comercial tem base no uso de leis de direitos autorias e acordos que os usuários de aplicativos aceitam para usar um determinado serviço, para obter uma forma de consentimento do indivíduo em ter seus dados compartilhados de forma legal. Estes dados são geralmente vendidos para governos ou empresas que não poderiam obtê-los de forma legal.
Um caso famoso que ilustra a importância comercial dos dados na Era Digital foi o escândalo de dados do Facebook–Cambridge Analytica, onde foi possível coletar informações de cerca de 87 milhões de usuários da rede social. Os dados começaram a ser recolhidos pela Cambridge Analytica desde o ano de 2014. Os dados foram utilizados para influenciar a opinião de eleitores em vários países e ajudar políticos a influenciarem eleições em seus países.

## No Brasil
Os documentos vazados por Edward Snowden mostram que o Brasil era alvo de espionagem por parte dos órgãos de inteligência dos Estados Unidos. A própria ex-presidente do Brasil Dilma Rouseff e seus assessores foram vítimas de espionagem pela Agência Nacional de Segurança dos Estados Unidos. Neste caso, a comunicação da ex-presidente Dilma Rouseff com seus principais assessores, assim como a comunicação dos assessores entre si e entre outras pessoas eram capturadas pela NSA. Isto incluía mensagens de telefone. correios eletrônicos e informações em redes sociais.
A Petrobras, maior empresa brasileira na época, também foi alvo de espionagem pelo governo americano. Isto levanta a questão de que a vigilância em massa não é somente motivada pela luta contra o terrorismo e para prover segurança do cidadãos e residentes de um país, mas também motivada por interesses econômicos, em busca de informações que possam gerar uma vantagem econômica as custas de outros países e empresas.

## Em outros países
Uma pesquisa sobre a Privacidade Internacional, realizada no ano de 2007, indicou que houve um aumento da vigilância exercida nos países e um declínio na eficiência e performance de proteções à privacidade, quando comparada aos dados do ano anterior.
A pesquisa foi realizada em 47 países diferente, e oito países ficaram marcados como possuindo uma "sociedade de vigilância endêmica". Destes oito países, a China, Malásia e Rússia ficaram com a menor pontuação, seguindo da Singapura, Reino Unido, Tailândia e os Estados Unidos da América.
A melhor pontuação ficou com a Grécia.
A pesquisa também mostrou que um crescente interesse dos governos de conseguir dados sobre a geolocalização, comunicação e histórico financeiro de todos os seus cidadãos e residentes.

#### China
A China é um dos países que tem investido muito na vigilância em massa robusta de seus cidadãos. A China já possui um sistema de reconhecimento facial que é amplamente usado para monitorar a presença de minorias étnicas na região de Xinkiang, no norte da China. Uma região com grande presença de muçulmanos no país. Segundo reportagem, as ferramentas de reconhecimento fácil estão usando uma técnica chamada geofencing que cria uma espécie de cerca virtual para alertar as autoridades quando "alvos selecionados" ficam a 350 metros de proximidade de uma "zona segura". No caso, a China estaria realizando o movimento para conter possíveis "ataques terroristas". No ano de 2018, a China contava com mais de 170 milhões de câmeras CCTV pelo país, e ainda pretenderia aumentar esse número para 400 milhões durante os próximos três anos. Até mesmo uma iniciativa de usar drones em formato de pombo aparentemente está sendo cogitada para uso.

#### Estados Unidos
Nos Estados Unidos, o programa de vigilância chamado PRISM foi mantido secreto desde o ano de 2007, até ter sido revelado por meio das publicações feitas pelo jornal The Guardian, por meio dos documentos vazados por Edward Snowden, no dia 7 de junho de 2013. O programa PRISM permitia aos funcionários da NSA, coletar os vários tipos de dados dos usuários, que estão em poder de serviços de Internet, incluindo histórico de pesquisas, conteúdo de e-mails, transferências de arquivos, vídeos, fotos, chamadas de voz e vídeo, detalhes de redes sociais, log-ins e quaisquer outros dados em poder das empresas de Internet. Empresas como Google, Yahoo, Apple, Microsoft, Youtube e Skype estavam entre as empresas que supostamente colaboravam com a NSA.

#### Reino Unido
O Reino Unido aprovou no ano de 2016, um ato chamado Investigatory Powers Act 2016, que possibilita o governo a requisitar, de Provedores de Internet e Companhias de Telefonia, a manutenção de registros (mas não o conteúdo) de conexões de Internet dos seus usuários nos últimos 12 meses.

## Na cultura popular
Vigilância em massa tem sido destaque em uma grande variedade de livros, filmes e outras mídias. Uma das obras mais emblemáticas sobre o tema da vigilância em massa é o romance de George Orwell 1984, também adaptado para o cinema e que retrata um Estado de vigilância em massa totalmente distópico.
Na obra 1984 de Orwell,  existe a figura do Grande Irmão (Big Brother), uma entidade onipresente que estaria sempre a vigiar todos. O Grande Irmão representa o continuo estado de vigilância e falta de privacidade que ,imposto pelas autoridades, impediria os indivíduos da sociedade de ter sua privacidade, direito de livre expressão e até de expressar sua própria individualidade, uma vez que qualquer ato fora dos padrões impostos resultaria em punição. Na novela também existe a presença de uma máquina chamada de teletela (TeleScreen) que, implantada pelo governo distópico, não poderia ser removida ou desligada e estava sempre a reportar sons e imagens daquilo que se passava a sua volta. Ao desobedecer uma ordem ou sair dos padrões desejados pela distopia, o indivíduo era capturado e entrava em um processo de tortura com o intuito de quebrar sua psicologia e personalidade. As informações captadas pelo governo sobre o indivíduo também serviam para aprender como os espionados pensavam e assim, melhorar e expandir o controle das autoridade sobre os seus cidadãos e influencia-los através da propaganda política.

## Back Door (Porta Traseira)
O Back Door é uma técnica presente na Ciência da Segurança da Computação, onde uma vulnerabilidade em um programa ou aplicação é propositalmente inserido em um produto digital, seja um celular ou um software qualquer. Através desta vulnerabilidade, é possível capturar informações sobre o uso do aparelho ou software, de forma que o usuário não perceba. Esta técnica é bastante usada por empresas ou governos que desejam ter o acesso facilitado a informações de terceiros. O Back Door é geralmente mantido como segredo e pode ser vendido para empresas ou governos que tenham o interesse de invadir um determinado ativo digital que porte esta vulnerabilidade.

O Governo dos Estados Unidos, através do FBI, conseguiu ganhar um apelo judicial que obrigaria a empresa Apple a instalar vulnerabilidades do estilo Back Door no sistema de segurança de seus aparelhos A Apple possui cerca de 1,4 bilhões de dispositivos ativos no mundo. Sendo uma das maiores empresas no ramo de celulares e aplicativos.
"Seria o equivalente a uma chave-mestra," Escreveu Tim Cook. "Especificamente, o FBI quer que nos façamos uma nova versão do sistema operacional do IPhone, contornando várias aplicações importantes de segurança".
O WhatsApp, aplicativo de mensagens instantâneas e chamadas de voz e vídeos, também sofreu uma tentativa do governo britânico de criar um Back Door ou qualquer outra forma de acessar as mensagens que são trocadas de maneira criptografada no serviço. De acordo com as autoridades, cerca de 80% das investigações referentes a terrorismo  e crimes graves são prejudicadas por conta do recurso de criptografia de ferramentas como WhatsApp e Telegram. Estas aplicações de mensagem instantânea utilizam o principio de comunicação com criptografia fim-a-fim, fazendo com que o conteúdo da mensagem esteja disponível apenas para os usuários que estão participando da comunicação,  e todos os outros envolvidos, como um possível espião que esteja tentando observar a rede e até mesmo os servidores que realizam a entrega do serviço tenham apenas uma versão criptografada da mensagem, sem aceso ao conteúdo da mesma.

## Ver Também
- Back Door
- Capitalismo de Vigilância
- Cinco Olhos
- Echelon
- Edward Snowden
- PRISM
- Revelações da Vigilância global (2013-Presente)
- Vigilância de Computadores e Redes